# Hyperstrotia aenea
Hyperstrotia aenea là một loài bướm đêm trong họ Noctuidae.